# Lizzano
Lizzano är en ort och kommun i provinsen Taranto i regionen Apulien i Italien. Kommunen hade 9 582 invånare (2022).